# Ветшихово
Ветшихово (пол. Wietrzychowo, нім. Adlig Dietrichsdorf) — село в Польщі, у гміні Нідзиця Нідзицького повіту Вармінсько-Мазурського воєводства.
Населення — 379 осіб (2011).
У 1975-1998 роках село належало до Ольштинського воєводства.

## Демографія
Демографічна структура станом на 31 березня 2011 року:
|          | Загалом | Допрацездатний вік | Працездатний вік | Постпрацездатний вік |
| -------- | ------- | ------------------ | ---------------- | -------------------- |
| Чоловіки | 189     | 44                 | 130              | 15                   |
| Жінки    | 190     | 44                 | 109              | 37                   |
| Разом    | 379     | 88                 | 239              | 52                   |